# Навтиани
Навтиани (груз. ნავთიანი) — село в Грузии, на территории Тетрицкаройского муниципалитета края (мхаре) Квемо-Картли.

## География
Село находится в юго-восточной части Грузии, на расстоянии приблизительно 12 километров (по прямой) к западо-юго-западу от города Тетри-Цкаро, административного центра муниципалитета. Абсолютная высота — 1285 метров над уровнем моря.

## Население
По результатам официальной переписи населения 2014 года в Навтиани проживало 10 человек (6 мужчин и 4 женщины). В национальной структуре населения грузины составляли 100 %.
| Год  | Население, человек |
| ---- | ------------------ |
| 2002 | 15                 |
| 2014 | ↘ 10               |